# 2e étape du Tour d'Italie 2002
Pour un article plus général, voir Tour d'Italie 2002.
La 2e étape du Tour d'Italie 2002 a eu lieu le 13 mai 2002 entre les villes de Cologne en Allemagne et de Ans en Belgique sur une distance de 209 km. Elle a été remportée par l'Italien Stefano Garzelli (Mapei-Quick Step) devant son compatriote Francesco Casagrande (Fassa Bortolo) et l'Allemand Jens Heppner (Telekom). Garzelli s'empare du maillot rose de cette édition du Tour d'Italie à l'issue de l'étape au détriment du précédent leader Mario Cipollini (Acqua & Sapone-Cantina Tollo).

## Classement de l'étape
| \| Classement de l'étape \| Classement de l'étape \| Classement de l'étape \| Classement de l'étape \| Classement de l'étape \| \| Coureur \| Coureur \| Pays \| Équipe \| Temps \| \| --------------------- \| --------------------- \| --------------------- \| ---------------------- \| --------------------- \| \| 1er \| Stefano Garzelli \| Italie \| Mapei-Quick Step \| 5 h 25 min 12 s \| \| 2e \| Francesco Casagrande \| Italie \| Fassa Bortolo \| + 0 s \| \| 3e \| Jens Heppner \| Allemagne \| Telekom \| + 0 s \| \| 4e \| Davide Rebellin \| Italie \| Gerolsteiner \| + 0 s \| \| 5e \| Tyler Hamilton \| États-Unis \| CSC-Tiscali \| + 0 s \| \| 6e \| Michael Boogerd \| Pays-Bas \| Rabobank \| + 0 s \| \| 7e \| Rik Verbrugghe \| Belgique \| Lotto-Adecco \| + 0 s \| \| 8e \| Cadel Evans \| Australie \| Mapei-Quick Step \| + 3 s \| \| 9e \| Mikhaylo Khalilov \| Ukraine \| Colombia-Selle Italia \| + 3 s \| \| 10e \| Juan Carlos Domínguez \| Espagne \| Phonak Hearing Systems \| + 3 s \| |                       |            |                        |                 |
| |                       |            |                        |                 |
| |                       |            |                        |                 |
| Classement de l'étape |                       |            |                        |                 |
| Coureur | Coureur               | Pays       | Équipe                 | Temps           |
| 1er | Stefano Garzelli      | Italie     | Mapei-Quick Step       | 5 h 25 min 12 s |
| 2e | Francesco Casagrande  | Italie     | Fassa Bortolo          | + 0 s           |
| 3e | Jens Heppner          | Allemagne  | Telekom                | + 0 s           |
| 4e | Davide Rebellin       | Italie     | Gerolsteiner           | + 0 s           |
| 5e | Tyler Hamilton        | États-Unis | CSC-Tiscali            | + 0 s           |
| 6e | Michael Boogerd       | Pays-Bas   | Rabobank               | + 0 s           |
| 7e | Rik Verbrugghe        | Belgique   | Lotto-Adecco           | + 0 s           |
| 8e | Cadel Evans           | Australie  | Mapei-Quick Step       | + 3 s           |
| 9e | Mikhaylo Khalilov     | Ukraine    | Colombia-Selle Italia  | + 3 s           |
| 10e | Juan Carlos Domínguez | Espagne    | Phonak Hearing Systems | + 3 s           |

## Classement général
| \| Classement général \| Classement général \| Classement général \| Classement général \| Classement général \| \| Coureur \| Coureur \| Pays \| Équipe \| Temps \| \| ------------------ \| --------------------- \| ------------------ \| ---------------------- \| ------------------ \| \| 1er \| Stefano Garzelli \| Italie \| Mapei-Quick Step \| 11 h 10 min 45 s \| \| 2e \| Fabrizio Guidi \| Italie \| Team Coast \| + 13 s \| \| 3e \| Rik Verbrugghe \| Belgique \| Lotto-Adecco \| + 19 s \| \| 4e \| Juan Carlos Domínguez \| Espagne \| Phonak Hearing Systems \| + 21 s \| \| 5e \| Matthias Kessler \| Allemagne \| Telekom \| + 27 s \| \| 6e \| Francesco Casagrande \| Italie \| Fassa Bortolo \| + 31 s \| \| 7e \| Mikhaylo Khalilov \| Ukraine \| Colombia-Selle Italia \| + 33 s \| \| 8e \| Matthias Buxhofer \| Autriche \| Phonak Hearing Systems \| + 34 s \| \| 9e \| Cadel Evans \| Australie \| Mapei-Quick Step \| + 37 s \| \| 10e \| Dario Frigo \| Italie \| Tacconi Sport \| + 41 s \| |                       |           |                        |                  |
| |                       |           |                        |                  |
| |                       |           |                        |                  |
| Classement général |                       |           |                        |                  |
| Coureur | Coureur               | Pays      | Équipe                 | Temps            |
| 1er | Stefano Garzelli      | Italie    | Mapei-Quick Step       | 11 h 10 min 45 s |
| 2e | Fabrizio Guidi        | Italie    | Team Coast             | + 13 s           |
| 3e | Rik Verbrugghe        | Belgique  | Lotto-Adecco           | + 19 s           |
| 4e | Juan Carlos Domínguez | Espagne   | Phonak Hearing Systems | + 21 s           |
| 5e | Matthias Kessler      | Allemagne | Telekom                | + 27 s           |
| 6e | Francesco Casagrande  | Italie    | Fassa Bortolo          | + 31 s           |
| 7e | Mikhaylo Khalilov     | Ukraine   | Colombia-Selle Italia  | + 33 s           |
| 8e | Matthias Buxhofer     | Autriche  | Phonak Hearing Systems | + 34 s           |
| 9e | Cadel Evans           | Australie | Mapei-Quick Step       | + 37 s           |
| 10e | Dario Frigo           | Italie    | Tacconi Sport          | + 41 s           |

## Classements annexes
| Classement par points | Classement par points | Classement par points | Classement par points        | Classement par points |
| Coureur               | Coureur               | Pays                  | Équipe                       | Points                |
| --------------------- | --------------------- | --------------------- | ---------------------------- | --------------------- |
| 1er                   | Mario Cipollini       | Italie                | Acqua & Sapone-Cantina Tollo | 33 pts                |
| 2e                    | Stefano Garzelli      | Italie                | Mapei-Quick Step             | 26 pts                |
| 3e                    | Francesco Casagrande  | Italie                | Fassa Bortolo                | 20 pts                |
| 4e                    | Graeme Brown          | Australie             | Ceramica Panaria-Fiordo      | 20 pts                |
| 5e                    | Fabrizio Guidi        | Italie                | Team Coast                   | 17 pts                |

| Classement par points | Classement par points | Classement par points | Classement par points        | Classement par points |
| Coureur               | Coureur               | Pays                  | Équipe                       | Points                |
| --------------------- | --------------------- | --------------------- | ---------------------------- | --------------------- |
| 1er                   | Mario Cipollini       | Italie                | Acqua & Sapone-Cantina Tollo | 33 pts                |
| 2e                    | Stefano Garzelli      | Italie                | Mapei-Quick Step             | 26 pts                |
| 3e                    | Francesco Casagrande  | Italie                | Fassa Bortolo                | 20 pts                |
| 4e                    | Graeme Brown          | Australie             | Ceramica Panaria-Fiordo      | 20 pts                |
| 5e                    | Fabrizio Guidi        | Italie                | Team Coast                   | 17 pts                |

| Classement de la montagne | Classement de la montagne | Classement de la montagne | Classement de la montagne | Classement de la montagne |
| Coureur                   | Coureur                   | Pays                      | Équipe                    | Points                    |
| ------------------------- | ------------------------- | ------------------------- | ------------------------- | ------------------------- |
| 1er                       | Francesco Casagrande      | Italie                    | Fassa Bortolo             | 5 pts                     |
| 2e                        | Freddy González           | Colombie                  | Colombia-Selle Italia     | 3 pts                     |
| 3e                        | Stefano Garzelli          | Italie                    | Mapei-Quick Step          | 3 pts                     |
| 4e                        | Ief Verbrugghe            | Belgique                  | Lotto-Adecco              | 2 pts                     |
| 5e                        | Michael Boogerd           | Pays-Bas                  | Rabobank                  | 1 pt                      |

| Classement de la montagne | Classement de la montagne | Classement de la montagne | Classement de la montagne | Classement de la montagne |
| Coureur                   | Coureur                   | Pays                      | Équipe                    | Points                    |
| ------------------------- | ------------------------- | ------------------------- | ------------------------- | ------------------------- |
| 1er                       | Francesco Casagrande      | Italie                    | Fassa Bortolo             | 5 pts                     |
| 2e                        | Freddy González           | Colombie                  | Colombia-Selle Italia     | 3 pts                     |
| 3e                        | Stefano Garzelli          | Italie                    | Mapei-Quick Step          | 3 pts                     |
| 4e                        | Ief Verbrugghe            | Belgique                  | Lotto-Adecco              | 2 pts                     |
| 5e                        | Michael Boogerd           | Pays-Bas                  | Rabobank                  | 1 pt                      |

| Classement par équipes | Classement par équipes | Classement par équipes | Classement par équipes |
| Équipe                 | Équipe                 | Pays                   | Temps                  |
| ---------------------- | ---------------------- | ---------------------- | ---------------------- |
| 1re                    | Mapei-Quick Step       | Italie                 | 33 h 07 min 24 s       |
| 2e                     | Team Coast             | Allemagne              | + 16 s                 |
| 3e                     | Fassa Bortolo          | Italie                 | + 31 s                 |
| 4e                     | Telekom                | Allemagne              | + 55 s                 |
| 5e                     | Phonak Hearing Systems | Suisse                 | + 1 min 03 s           |

| Classement par équipes | Classement par équipes | Classement par équipes | Classement par équipes |
| Équipe                 | Équipe                 | Pays                   | Temps                  |
| ---------------------- | ---------------------- | ---------------------- | ---------------------- |
| 1re                    | Mapei-Quick Step       | Italie                 | 33 h 07 min 24 s       |
| 2e                     | Team Coast             | Allemagne              | + 16 s                 |
| 3e                     | Fassa Bortolo          | Italie                 | + 31 s                 |
| 4e                     | Telekom                | Allemagne              | + 55 s                 |
| 5e                     | Phonak Hearing Systems | Suisse                 | + 1 min 03 s           |